# Steve Berry (novelista)
Steve Berry (2 de septiembre de 1955) es un autor y abogado estadounidense. Se licenció en la Mercer University de la Walter F. George School of Law.  Fue un abogado litigante durante treinta años y ocupó un cargo electivo durante catorce de esos años. Es uno de los miembros fundadores de un grupo de más de 4200 escritores de thriller de alrededor del mundo llamado International Thriller Writers, en donde ejerció durante tres años como vicepresidente.

## Trabajo
Berry, primero, apareció con sus thrillers históricos La habitación de ámbar y La profecía Romanov en 2003 y 2004 mientras que, en ese momento, ejercía la abogacía. Berry ha estado escribiendo ficción desde 1990, y estuvo intentando durante 12 años y 85 rechazos conseguir vender un manuscrito a Ballantine Books. Berry agradece a las monjas que le llevaron a una escuela católica de haberle inculcado la disciplina necesaria tanto para elaborar una novela como para encontrar un editor.
Las novelas de Berry han sido incluidas en The New York Times, USA Today, Publishers Weekly y la lista de más vendidos de BookSense. Tiene más de 25 millones de libros en impresión, los cuales han sido traducidos a 40 lenguas y vendidos en 51 países.
Berry se encuentra entre algunos de los escritores de thriller que residen en el área nordeste de Florida.

## Premios
En 2012 y 2013, el trabajo de preservación histórica de Berry fue reconocido por la Asociación de bibliotecas americanas, la cual le nombró portavoz para la semana de la preservación nacional. Entre sus otros galardones se encuentra el premio de autor distinguido Royden B. Davis; el premio de 2013 de Barnes & Noble Writers para escritores otorgado por escritores y poetas; el premio de 2013 de Escritos humanos de Anne Frank; y el Silver Bullet, otorgado en 2013 por International Thriller Writers para trabajos filantrópicos. También fue designado por la Junta de regentes del Instituto Smithsoniano para trabajar en la Junta asesora de bibliotecas del Instituto Smithsoniano para ayudar a promocionar y apoyar a las bibliotecas en su misión de proporcionar información en todas sus formas a científicos, médicos, académicos, estudiantes y al público general. Además, una encuesta de 2010 nombró Los caballeros de Salomón uno de los 100 mejores thrillers de todos los tiempos.

### Novelas independientes
- La habitación de ámbar, Ballantine Books (26 de agosto de 2003).
- La profecía Romanov, Ballantine Books (31 de agosto de 2004). ISBN 0-345-46006-5
- El Tercer Secreto, Ballantine Books (17 de mayo de 2005). ISBN 0-345-47613-1
- The Columbus Affair, Ballantine Books (15 de mayo de 2012). ISBN 978-0-345-52652-6

### Historias de Cotton Malone
El protagonista de estas novelas, Cotton Malone, es un comprador de libros, abogado y espía autónomo para la ficticia Agencia de inteligencia nacional secreta de Magellan Billet.
1. Los caballeros de Salomón, Ballantine Books (21 de febrero de 2006). ISBN 0-345-47615-8
2. Conexión Alejandría, Ballantine Books (30 de enero de 2007). ISBN 0-345-48575-0
3. La traición veneciana, Ballantine Books (11 de diciembre de 2007). ISBN 0-345-48577-7
4. La búsqueda de Carlomagno, Ballantine Books (2 de diciembre de 2008). ISBN 0-345-48579-3
5. The Paris Vendetta, Ballantine Books (1 de diciembre de 2009). ISBN 0-345-50547-6
6. La tumba del Emperador, Ballantine Books (23 de noviembre de 2010). ISBN 0-345-50549-2
7. The Jefferson Key, Ballantine Books (17 de mayo de 2011). ISBN 0-345-50551-4
8. El engaño del Rey, Ballantine Books (11 de junio de 2013). ISBN 978-0345526540
9. El mito de Lincoln, Ballantine Books (20 de mayo de 2014). ISBN 978-0345526571
10. La amenaza a la patria, Macmillan Books (31 de marzo de 2015). ISBN 978-1250056238
11. La decimocuarta colonia, Libros de Minotauro (5 de abril de 2016). ISBN 978-1250056245
12. El Orden Perdido, Libros de Minotauro (4 de abril de 2017). ISBN 978-1-250-05625-2
13. El peón del obispo, Libros de Minotauro (Marzo de 2018). ISBN 978-1250140227
14. El intercambio de Malta, Libros de Minotauro (Marzo de 2019). ISBN 978-1250140265
15. El Protocolo de Varsovia, Libros de Minotauro (Febrero de 2020). ISBN 978-1250140302[6]
16. La web del Káiser, Libros de Minotauro (Febrero de 2021). ISBN 9781250140340

### Cuentos
Berry ha sacado cuatro historias cortas únicamente en formato e-book mezclando personajes secundarios de las historias de Cotton Malone. Estas historias actúan de cierto modo como precuelas de La tumba del Emperador, The Jefferson Key, The Colombus Affair y El engaño del Rey, respectivamente. Los primeros tres están disponibles en Tres Cuentos del Mundo de Cotton Malone: La Escapada balcánica, el oro del Diablo, y Mark del Almirante (Cuentos). Cada cuento también se incluye en la edición de bolsillo del libro al que precede.
1. La Escapada balcánica, Ballantine Books (13 de septiembre de 2010). ASIN: B003MQMZ2K (presentando Cassiopeia Vitt)
2. El oro del Diablo, Ballantine Books (18 de abril de 2011). ASIN: B004U33GCW (presentando Jonathan Wyatt)
3. El almirante Mark, Ballantine Books (2 de abril de 2012). ASIN: B007EED534
4. The Tudor Plot, Ballantine Books (29 de abril de 2013). ASIN: B00C4BA3V4
5. Los huesos del Diablo (con James Rollins), Simon & Schuster (16 de diciembre de 2014). ISBN 978-1-4767-8878-4 (presentando a Gray Pierce de la serie Rollins's Sigma Force)
6. Etiqueta de sombra (con Raymond Khoury), Amazona Servicios Digitales LLC (1 de enero de 2016). (Presentando al agente Khoury del FBI, Sean Reilly, junto a Cotton Malone)
7. Prólogo pasado (con Diana Gabaldon), Simon & Schuster, (13 de junio de 2017) (presentando a Diana Gabaldon, personaje de Jamie Fraser de Outlander, la serie de libros haciendo equipo con Cotton Malone)

### Colecciones
- La serie de Cotton Malone, 9 Book Bundle, Ballantine Books (17 de febrero de 2015). ISBN 978-0-812-98785-0
- Tres cuentos del mundo de Cotton Malone: La Escapada balcánica, el oro del Diablo, y Mark del Almirante (Cuentos), Ballantine Books (3 de diciembre de 2012). ISBN 978-0-345-54451-3